# 129561 Chuhachi
129561 Chuhachi è un asteroide della fascia principale. Scoperto nel 1997, presenta un'orbita caratterizzata da un semiasse maggiore pari a 2,5822439 UA e da un'eccentricità di 0,1030922, inclinata di 2,25580° rispetto all'eclittica.